# Filament (Nebel)
Als Filament wird in der Astronomie bei nebelhaften interstellaren Wolken eine fadenartig erscheinende Struktur bezeichnet.
Häufig weisen Supernovaüberreste eine Filamentstruktur auf. Beispiele unterschiedlichen Alters und Ausdehnung sind Cassiopeia A, der Krebsnebel, der Cirrusnebel und der Nebel Simeiz 147, der aufgrund dieses Erscheinungsbildes auch als „Spaghetti-Nebel“ bezeichnet wird. Ursachen für dieses Erscheinungsbild sind Stoßfronten, an denen die Gase ionisiert werden und leuchten, und die um Profil, von der Seite gesehen heller erscheinen, wie man Ende der 1960er Jahre bei einer Untersuchung des Vela-Supernovaüberrestes herausfand. Erste Filamente wurden schon im 19. Jahrhundert beobachtet, ihre Untersuchung kann Aufschluss über den Supernovaüberrest geben.

Cassiopeia A, Alter ca. 350 Jahre, ca. 10 Lichtjahre Ausdehnung
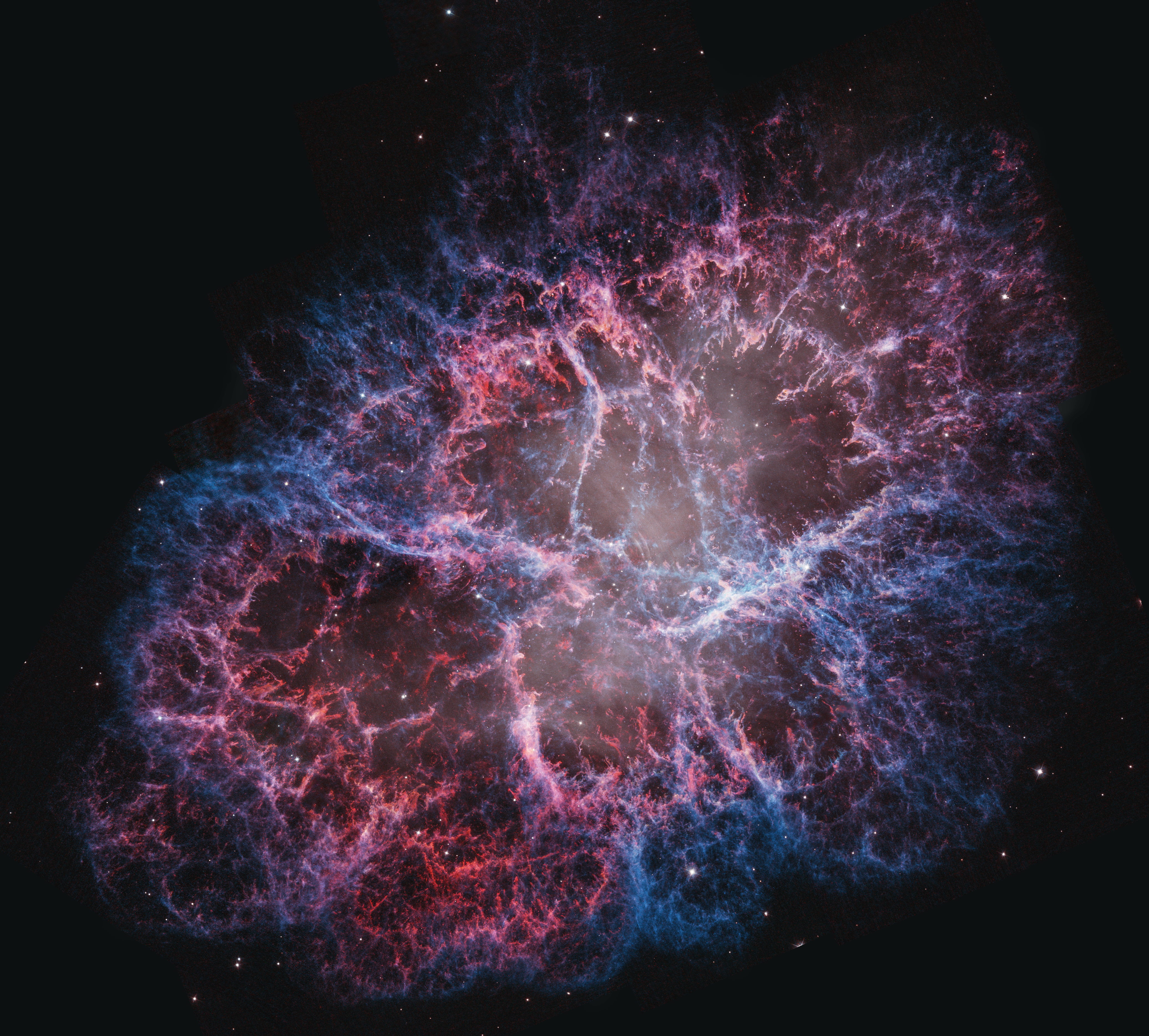
Krebsnebel, Alter ca. 1.000 Jahre, Ausdehnung ca. 11 Lichtjahre
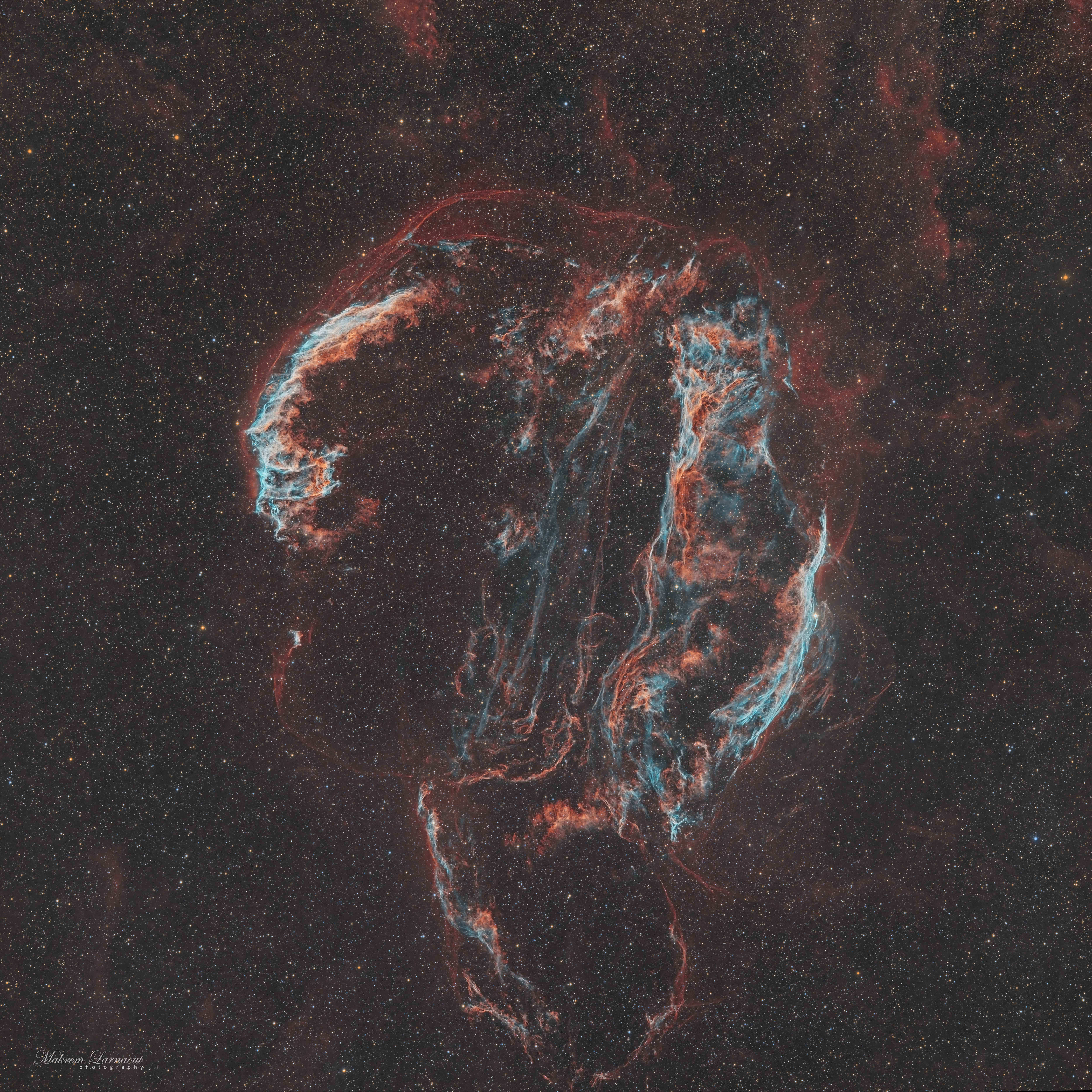
Cirrusnebel, Alter im Bereich 8.000–20.000 Jahre, Ausdehnung ca. 150 Lichtjahre
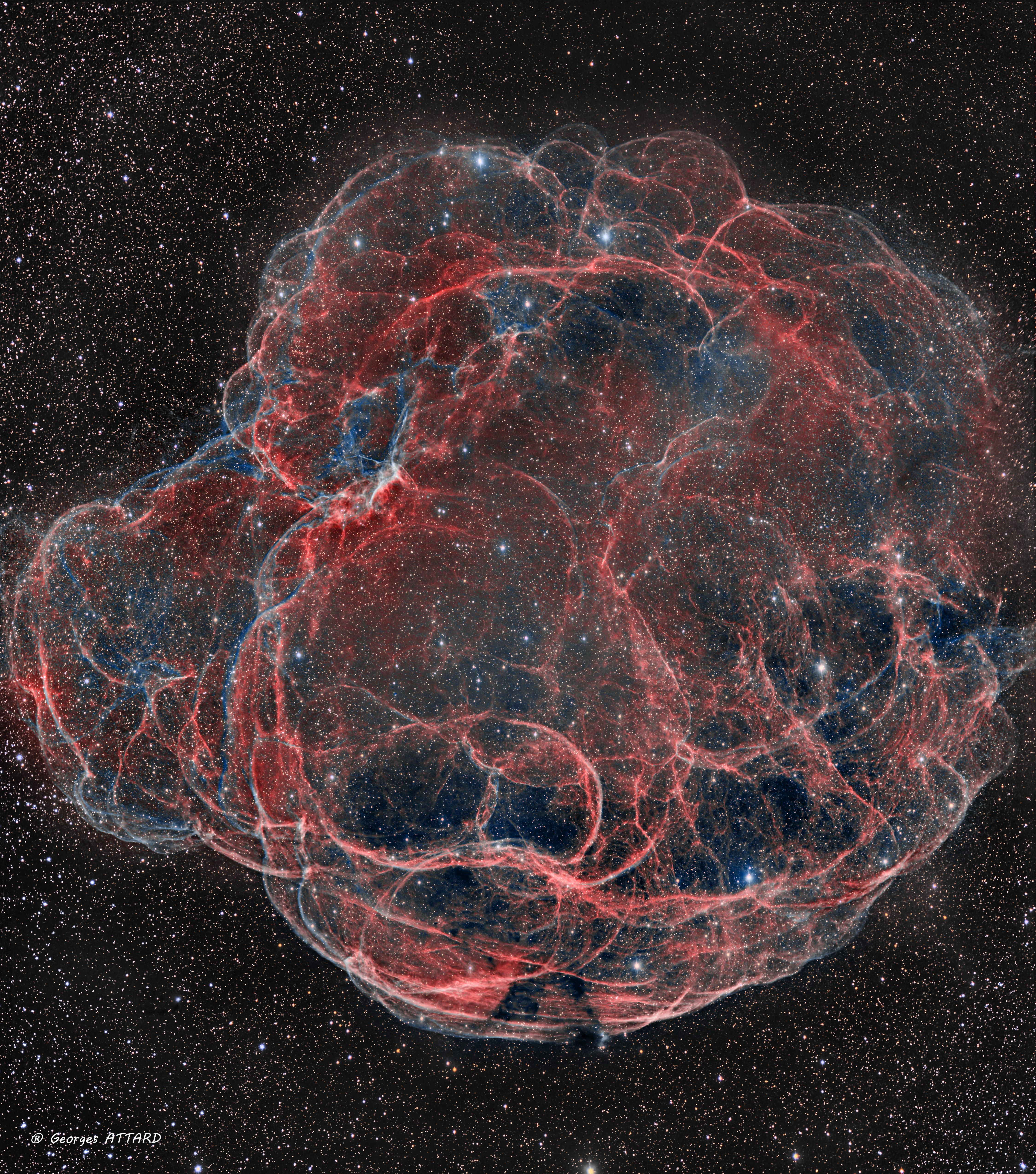
Simeiz 147, Alter ca. 40.000 Jahre, Ausdehnung ca. 220 Lichtjahre
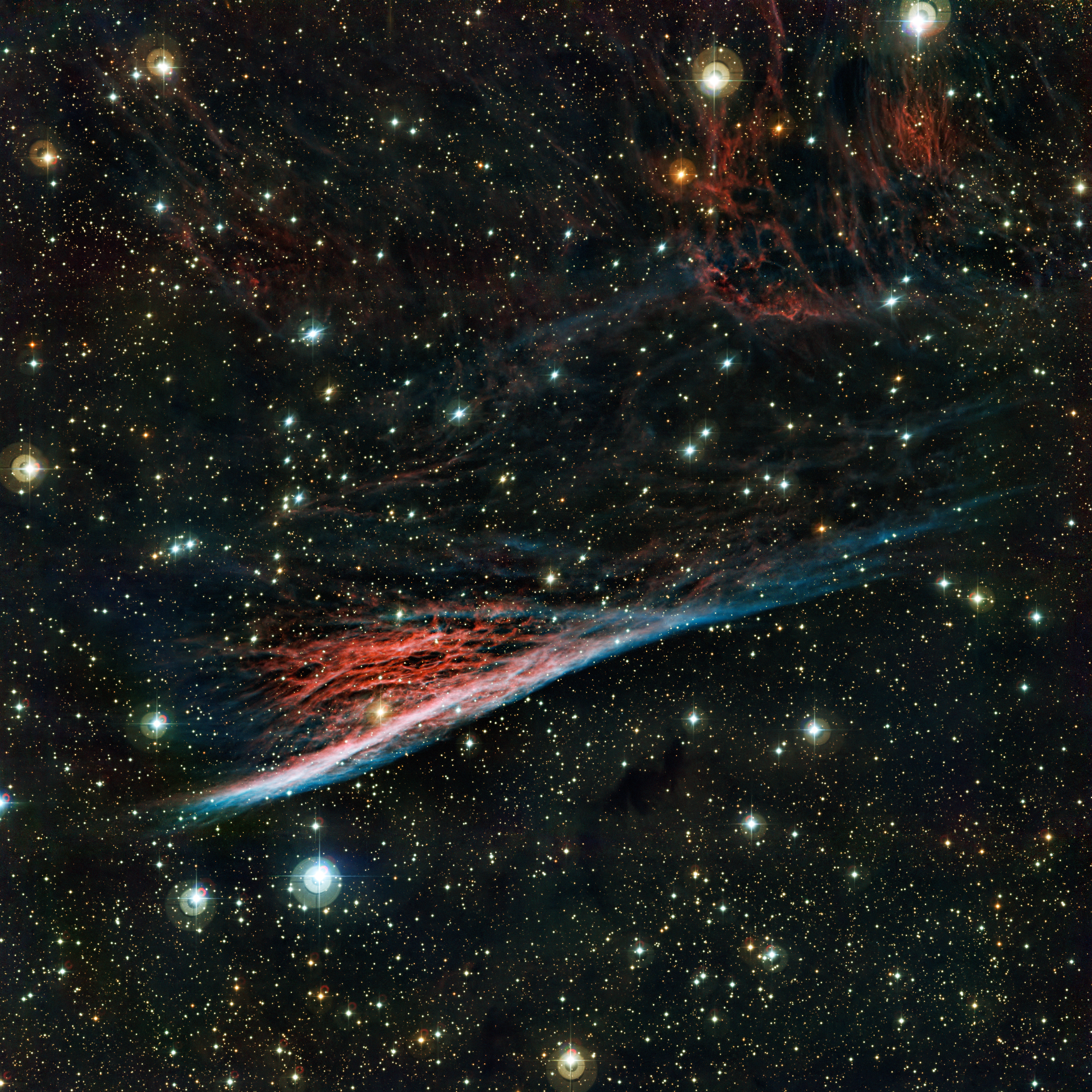
Der Bleistiftnebel ist Teil des Vela-Supernovaüberrestes und wurde im Jahr 1835 entdeckt.
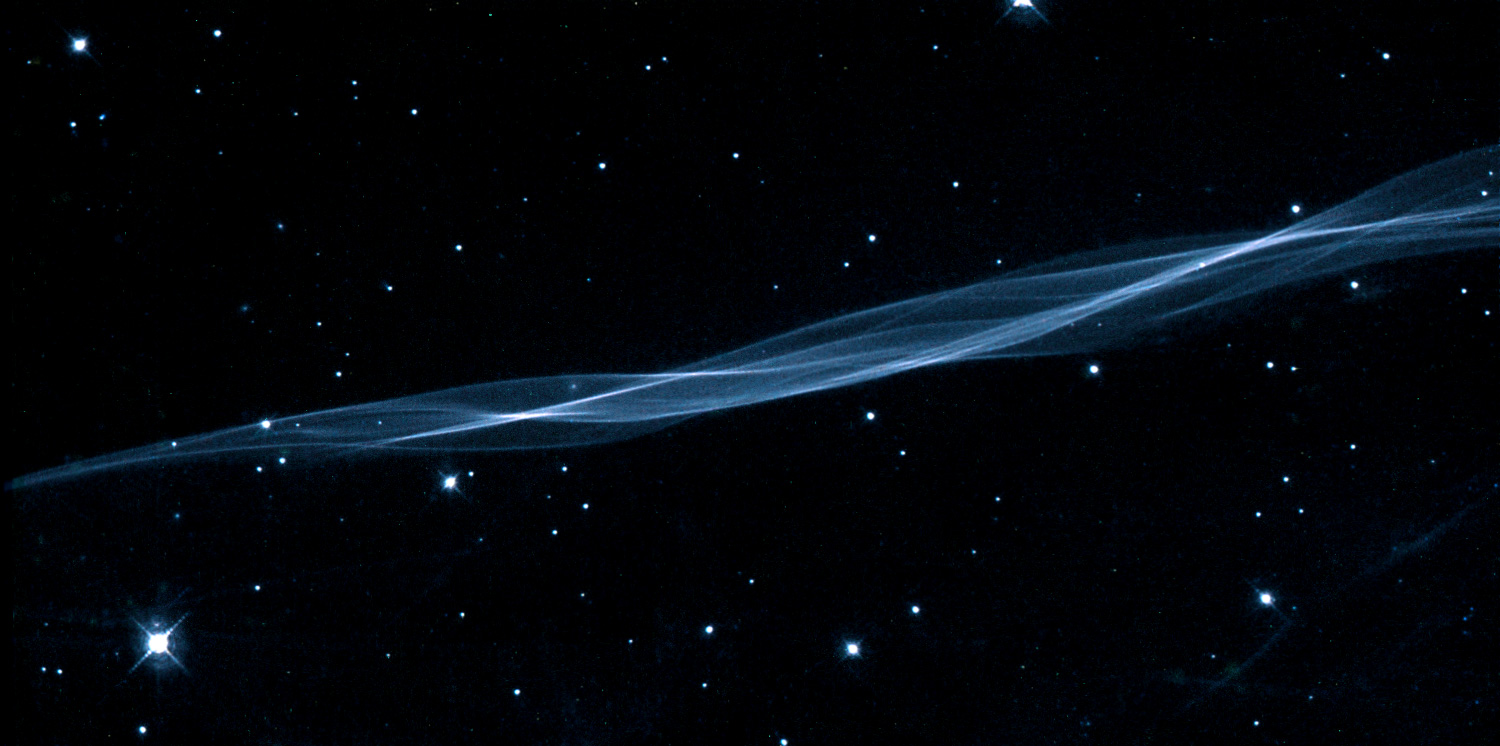
Filament des Cirrusnebels, an dem Geschwindigkeit[4] und ionisierte Gase (OV, NV, CIV, HeII) mithilfe des Hubble-Weltraumteleskops[5] untersucht wurden.

Daneben können auch Molekülwolken eine filamentartige Struktur aufweisen, wie das „Integral-shaped Filament“ im  Orion-Molekülwolkenkomplex, in dem der Orionnebel entstanden ist.

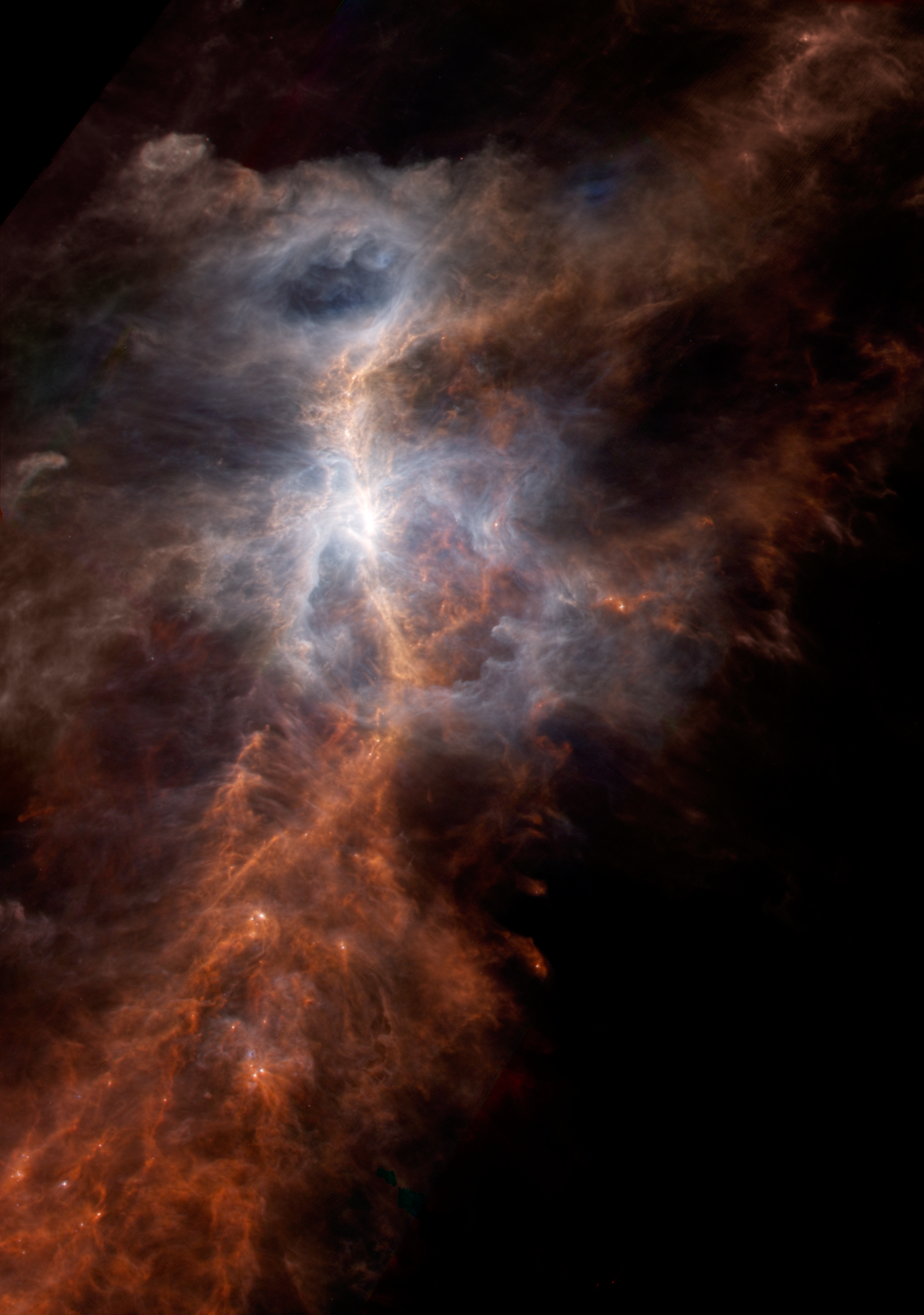
Infrarotaufnahme des etwa 100 Lichtjahre ausgedehnten „Integral-shaped Filament“ mithilfe des Herschel-Weltraumteleskops, die die Molekülwolke orange zeigt.